# سایمون فریزر
سایمون فریزر (۲۰ مارس سال ۱۷۷۶ – ۱۸ اوت ۱۸۶۲) تاجر پوست و کاوشگر اسکاتلندی بود که بسیاری از سرزمین‌هایی که در حال حاضر ایالت بریتیش کلمبیای کانادا می‌شناسیم را شناسایی کرد.

## اوایل زندگی

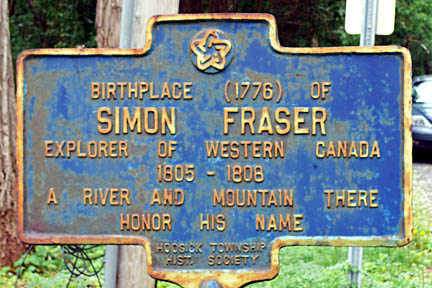
نشانه تاریخی که در مقابل زادگاه سایمون فریزر واقع شده‌است. این خانه هنوز در میپل‌تاون نیویورک پابرجاست.

سایمون فریزر (تاجر پوست و کاوشگر)، در ۲۰ مهٔ سال ۱۷۷۶ در میپل‌تاون در نزدیکی بنینگتون ورمونت در ایالات متحدهٔ آمریکای امروزی، متولد شد. او هشتمین و آخرین فرزند کاپیتان اسکاتلندی، سایمون فریزر از هنگ هشتاد و چهارم هایلند و ایزابلا گرانت دختر ملاک بزرگ اسکاتلند بود.
پدر سایمون در سال ۱۷۷۳ همراه با هنگ هشتاد و چهارم به آمریکای شمالی آمد تا در نبرد بنینگتون شرکت کند. پس از اقامتی حدوداً یک ساله در شهر آلبانی در ایالت نیویورک، خانواده فریزر به میپل تاون مهاجرت کردند و در مزرعه‌ای که سایمون در آن متولد شد سکنی گزیدند. اما به زودی و به دلیل اقامت در ناحیه‌ای که محل مناقشه بین نیویورک و نیوهمپشایر بود حدود ۶۰ هکتار از مزرعهٔ ۱۶۰ هکتاری‌شان را از دست دادند.
پس از آن انقلاب آمریکا برای استقلال از بریتانیا آغاز شد؛ در حالی که مردم منطقه به شدت به سمت شورشیان گرایش داشتند خانوادهٔ فریزر به تاج‌وتخت بریتانیا وفادار بودند. سایمون فریزرِ پدر که در خانواده‌ای نظامی رشد کرده بود (دو تن از برادران او از افسران ارشد هنگ ۷۸، «Fraser’s Highlanders» بودند که در جنگ با جیمز وُلف در کبک شرکت کرده بودند) علی‌رغم نامهربانی و سختی‌های زیاد وفاداری خود را حفظ کرد و تصمیم گرفت در اولین فرصت به نیروهای بریتانیا ملحق شود. این اتفاق در سال ۱۷۷۷ رخ داد، او در ۱۷ اوت در نبرد بنینگتون شرکت کرد که نیروهای بریتانیایی در آن شکست سنگینی را متحمل شدند. پس از این شکست سایمون فریزرِ پدر به زندانی در شهر آلبانی منتقل شد و به دلیل شرایط بسیار بد زندان، ظرف مدت کمتر از یک سال و زمانی که سایمون تنها ۳ سال داشت در سال ۱۷۷۹ جان خود را از دست داد.
پس از پایان جنگ خانوادهٔ فریزر دیگر میلی به اقامت در ایالات‌متحده نداشتند و به کانادا مهاجرت کردند. خانواده فریزر به سرپرستی ایزابلا، مادر سایمون، و کمک جان، پسر بزرگ خانواده، به مونترآل نقل مکان کرده و در کوتو-دو-لاک در غرب مونترآل ساکن شدند.
سایمون را در سال ۱۷۹۰، زمانی که فقط ۱۴ سال داشت به مونترآل نزد برادر بزرگش قاضی فریزر فرستادند. او مدت کوتاهی را به تحصیل پرداخت و تنها پس از دو سال، در سال ۱۷۹۲، به‌عنوان کار آموز به استخدام کمپانی شمال غربی درآمد.

## تجارت خز
سایمون فریزر همان‌طور که پیش‌بینی می‌شد تجارت پوست را به عنوان حرفهٔ اصلی برگزید که قسمت بزرگی از تجارت مونترآل در آن دوران را تشکیل می‌داد.
دو دایی سایمون با مک‌تاویش، عالی‌رتبه‌ترین مقام کمپانی شمال غربی نسبت خانوادگی داشتند. اطلاعات دقیقی از فعالیت‌های سایمون فریزر در طول یک دههٔ بعد وجود ندارد، به‌جز اینکه در سال ۱۷۹۹ به‌عنوان منشی در اداره آتاباسکا خدمت کرده و به احتمال فراوان بیشتر این دوران را در این ناحیه گذرانده است. بر اساس موافقت‌نامه‌های تجاری که از آن دوران به جا مانده، پر واضح است که فریزر در سال ۱۸۰۱ تاجری بسیار موفق بوده و در سن ۲۵ سالگی به‌عنوان یکی از پنج چهرهٔ اصلی و تأثیرگذار در کمپانی شمال غربی شناخته می‌شده است.

## اکتشاف غرب رشته کوه‌های راکی
در سال ۱۷۸۹ الکساندر مکِنزی از طرف کمپانی شمال غربی مأمور شده بوده قسمت‌های قابل کشتی‌رانی در رودخانه‌های منتهی به اقیانوس آرام را پیدا کند. مسیری که او در ظرف چهار سال بعد پیدا کرد از رودخانه وست رود شروع و به رودخانه بلا کولا منتهی می‌شد. این مسیر دروازه‌های جدیدی به روی تجارت کمپانی باز کرد اما حرکت در آن با دشواری‌های زیادی روبرو بود. به همین دلیل پس از گذشت بیش از یک دهه در سال ۱۸۰۵ فریزر مأمور انجام این مهم برای توسعه تجاری کمپانی در غرب کوه‌های راکی شد.
تفاوت زیادی بین کارهای انجام گرفته توسط مکنزی و وظیفهٔ محول شده به فریزر وجود داشت. سفرهای مکنزی بیشتر جنبهٔ شناسایی داشت، درحالی‌که فریزر مأمور شده بود با حرکت در طول رودخانه‌ها علاوه بر انجام فعالیت‌های شناسایی، باراندازها و اسکله‌هایی را نیز برای انجام امور اداری و توسعهٔ مالکیت کمپانی تأسیس کند.
فریزر سفر خود را در پاییز ۱۸۰۵ با حرکت از رودخانهٔ پیس آغاز کرد. درست در قسمت شرقی درهٔ رودخانهٔ پیس در کوه‌های راکی اولین اسکله را با نام بارانداز کوهستان راکی (که امروزه به نام هادسون هوپ شناخته می‌شود) بنا کرد. در آن زمستان فریز به همراه خدمه‌اش از میان کوه‌ها عبور کرده و در طول رودخانه‌های پارسنیپ و پَک به حرکت خود ادامه دادند تا در دریاچهٔ مکلئود اسکلهٔ تروت لیک (اسکلهٔ مکلئود فعلی) را تأسیس کردند.
این اولین بار بود که اروپایی‌ها به شکل دائم در غرب کوه‌های راکی در کانادا سکونت پیدا می‌کردند. فریزر به یاد سرزمین اجدادش در اسکاتلند، این ناحیه را کلدونیای جدید نامگذاری کرد. اکتشافات بعدی که توسط جیمز مکدوگال انجام گرفت منجر به کشف دریاچهٔ کریر شد، که امروزه با نام دریاچهٔ استوارت شناخته می‌شود. تجارت پوست با بومیان این منطقه بسیار سودآور بود، به همین دلیل در سال ۱۸۰۶ در ساحل آن اسکلهٔ سن جمیز بنا شد. فریزر از این نقطه دستیارش جان استوارت را به غرب دریاچه فریز فرستاد، نقطه‌ای که در آن اسکله‌ای به نام اسکله فریزر بنا شد.
پس از صحبت با بومیان منطقه، فریزر متوجه شد مسیری را که مکنزی از آن به سمت رودخانهٔ وست رود حرکت کرده بود می‌توان در طول رودخانهٔ استوارت، که به دریاچهٔ استوارت منتهی می‌شود و پس از ورود به رودخانهٔ نِچاکو تا محل تلاقی رودخانهٔ فریزر طی کرد. نقشه اولیهٔ فریزر این بود که در طول این رودخانه، که بعدها به یاد او نامیده شد، حرکت کند. فریزر و دوستانش در ابتدا فکر می‌کردند قرار است روی رودخانهٔ کلمبیا، که دهانه‌اش در سال ۱۷۹۲ توسط رابرت گری کشف شده بود، حرکت کنند. متأسفانه به دلیل کمبود امکانات و خدمه به دلیل قحطی نتوانستند سفر خود را در سال ۱۸۰۶ آغاز کنند، و پس از یک سال تأخیر در پاییز ۱۸۰۷ بالاخره امکان فراهم‌سازی تجهیزات و مقدمات سفر فراهم شد. سفر اکتشافی در بهار ۱۸۰۸ آغاز شد و در میانهٔ سفر، در محل تلاقی رودخانه‌های نچاکو و فریزر اسکلهٔ پرنس جرج احداث شد، که در واقع محل آغاز سفر به سمت پایین جریان رودخانه بود.
در ابتدای سفر، بومیان منطقه به فریزر هشدار دادند که حرکت به سمت پایین رودخانه تقریباً غیرممکن است. در ۲۸ مه سال ۱۸۰۸ یک گروه متشکل از بیست و چهار نفر اسکلهٔ پرنس جورج را سوار بر چهار قایق ترک کردند. آن‌ها از رودخانهٔ وست رود عبور کردند و در میان آب‌های خروشان کاتِنوود کَنیون سرگردان شدند. در نهایت مجبور شدند با طنابی از دره خارج شوند. آن‌ها چند اسب از سرخپوستان محلی خریدند تا به‌وسیلهٔ آن‌ها قایق‌ها را حمل کنند. با این وجود راه بسیار صعب‌العبور بود تقریباً به اندازهٔ همان جریان‌های آب خروشان جانشان را به خطر می‌انداخت. به هر شکل از دهانه رودخانهٔ چیلکوتین عبور کرده و وارد قسمتی از رودخانه شدند که کاملاً در میان دره احاطه شده بود. پس از یک روز حرکت در رودخانه دوباره به قسمت‌هایی رسیدند که حرکت در آن‌ها غیرممکن بود. قایق‌ها و وسایل اضافه را در محلی انبار کردند و در روز یازدهم گروه به‌صورت پیاده، در حالی که هر نفر حدود ۳۶ کیلوگرم بار حمل می‌کرد، به حرکت خود ادامه دادند.
در روز چهاردهم به روستایی رسیدند و در آنجا توانستند دو قایق خریداری کنند. در روز نوزدهم به روستایی در دهانهٔ رودخانه تامسون رسیدند و در آنجا برای سایر اعضای گروه هم قایق خریدند. پس از سختی‌های بسیار و از دست دادن یک قایق دیگر موفق شدند بدون از دست دادن حتی یک نفر از اعضای گروه به نورث بِند برسند. در روز بیست و هشتم درهٔ فریزر در نزدیکی یِیل را ترک کردند. در روز دوم ژوئیه به کمک دوستان سرخپوست و خوردن ماهی سالمون بالاخره به دریا رسیدند. فریزر طول جغرافیای ۴۶ درجه را بدست آورد و چون می‌دانست طول جغرافیایی رودخانه کلمبیا ۴۹ درجه است برایش واضح شده بود که مسیری که طی کرده بود بر روی رودخانه کلمبیا نبوده است.

## فریزر و نبرد هفت بلوط
فریزر تنها ۳۲ سال سن داشت و یازده سال دیگر را به‌صورت فعال در تجارت پوست کمپانی شمال غربی فعالیت کرد و دوباره در ادارهٔ آتاباسکا مشغول به فعالیت شد.
وی تا سال ۱۸۱۴ در آنجا اقامت داشت. بیشتر این مدت مسئولیت ادارهٔ ناحیه رودخانهٔ مکِنزی را به عهده داشت. او همچنین مدتی را در درهٔ رودخانهٔ سرخ خدمت کرد و در بحبوحهٔ نبرد کمپانی شمال غربی و توماس داگلاس، سهامدار اصلی کمپانی هادسون بِی و مؤسس مستعمرات رودخانهٔ سرخ، قرار گرفت. این ماجرا در نبرد هفت بلوط در ژوئن ۱۸۱۶ به اوج خود رسید و در نهایت منجر به مرگ رابرت سمپل، فرماندار مستعمرات و نوزده نفر دیگر شد. اگرچه فریزر در این نبرد نقشی نداشت اما در انتها دستگیر و برای محاکمه به مونترآل منتقل شد. در مونترآل به قید وثیقه آزاد شد و و به بندر ویلیام بازگشت. این آخرین حضور فعال او در تجارت پوست بود. یک سال بعد، فریزر و تمام همراهانش از اتهاماتی که عقوبت مرگ در مستعمرات داشت، تبرئه شدند.

## اواخر زندگی

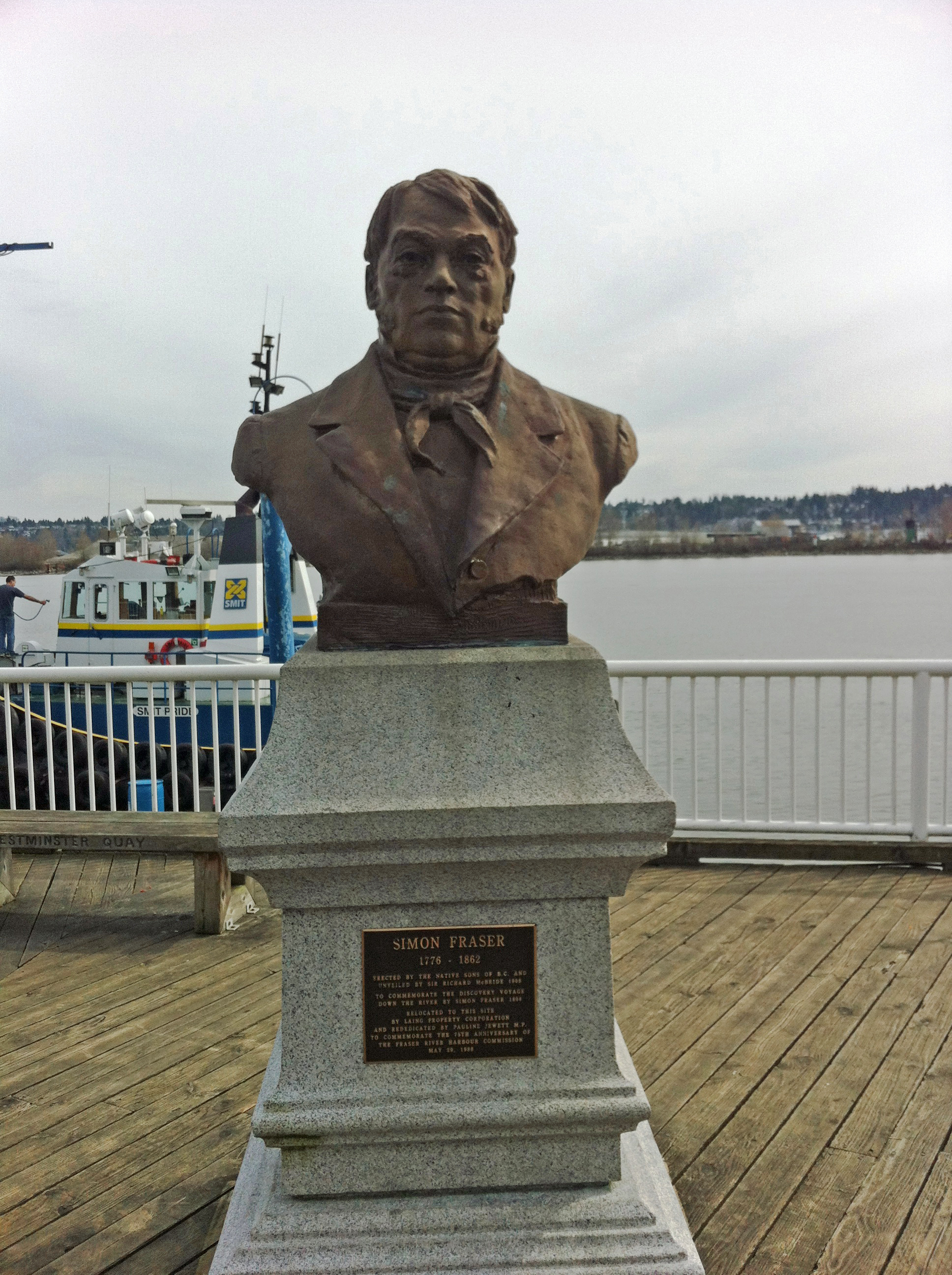
یک مجسمه نیم تنه از فریزر واقع در کنار رودخانه‌ای در نیو وست مینیستر بریتیش کلمبیا که نام خود را از او گرفته‌است.

فریزر در ژوئن ۱۸۲۰ به محلی در نزدیکی کورنوال در اونتاریو عزیمت کرد و با کاترین مک دانِل ازدواج کرد. حاصل این ازدواج ۹ فرزند بود که یکی از آن‌ها در کودکی فوت کرد.
فریزر یکی از آخرین بازماندگان کمپانی شمال غربی بود که در ۱۸ اوت ۱۸۶۲ فوت کرد. همسرش یک روز پس از مرگ او از دنیا رفت و در کنار او در قبرستان کاتولیک رومی در سن اندروز غربی کانادا به خاک سپرده شد.

## فهرست اکتشافات فریزر در بریتیش کلمبیا
- هوپ هادسون (کوه‌های راکی) - (۱۸۰۵)
- دریاچه مک لئود (فورت مک لئود) - (۱۸۰۵)
- فورت سنت جیمز - (۱۸۰۶)
- فورت فریزر - (۱۸۰۶)
- فورت جورج ( پرنس جورج) - (۱۸۰۷)

## نام‌گذاری‌ها
مکان‌هایی که به افتخار سایمون فریزر در بریتیش کلمبیای کانادا نام‌گذاری شده‌اند عبارتند از:
- رودخانهٔ فریزر که توسط دیوید تامپسون به افتخار او نام‌گذاری شد.
- دریاچهٔ فریزر، در شمال بریتیش کلمبیا.
- شهرک فورت فریزر در شرق دریاچهٔ فریزر.
- دانشگاه سایمون فریزر در شهر برنابی، یکی از شهرهای ونکوور بزرگ در بریتیش کلمبیا.
- پل سایمون فریزر در شهر پرنس جورج در بریتیش کلمبیا که بر روی رود فریزر ساخته شده‌است.
- تعداد زیادی مدرسه، محله و جاده.